# شل للنفط (شركة)
شركة شل للنفط  (بالإنجليزية: Shell Oil Company) شركة مقرها هيوستن في الولايات المتحدة. وهي تابعة لشركة النفط رويال داتش شل المتعدد الجنسيات ذات الأصول البريطانية الهولندية، وهي من بين أكبر شركات النفط في العالم. ويعمل فيها حوالي 22,000 موظف شل في مكتب رئيس الولايات المتحدة الولايات المتحدة هي في هيوستن، تكساس. شركة نفط شل، بما في ذلك الشركات الموحدة، وحصتها في شركات الأسهم، هي واحدة من أكبر منتجي أميركا النفط والغاز الطبيعي، والمسوقين الغاز الطبيعي، والمسوقين البنزين ومصنعي البتروكيماويات.
شل هي الشركة الرائدة في السوق من خلال تملكها ما يقرب من 25,000 من محطات الوقود في الولايات المتحدة. شركة شل للنفط شريك 50/50 مع شركة الزيت العربية والمعروفة اختصارا بـ «أرامكو السعودية» والمملوكة للحكومة السعودية في شركة موتيفا، وهي شركة تكرير وتسويق مشترك تمتلك وتدير ثلاث مصافي النفط على ساحل الخليج الأمريكي.

## وصلات خارجية
- الموقع الرسمي